# Тормоз
Тормоз в правото, социалните науки и психологията е умишлено и целенасочено, лишено от разумни основания и обикновено мотивирано от садизъм, без разумно основание, причиняване на силна физическа и/или психическа болка на някого чрез повтаряеми действия от страна на някой друг, който е физически, социално, икономически или по друг начин по-силен или надпоставен, и който по този начин злоупотребява със своята позиция. Тормозеният може да получи временни или трайни травми, физически, емоционални и/или психически вследствие на тормоза. Основното, което е характерно за тормоза, е, че той има характера на повтаряемост, тоест той не се характеризира от единични или изолирани действия. Дори и когато се касае за единичен случай, характерното за тормоза е, че той е съвкупност от множество действия, представляващи заплаха, причиняващи уплах, страдание и т.н.

## Психически тормоз
Психически тормоз представлява тормоз, който има действие върху психиката, без да притежава чертите на чисто физическия тормоз. Той може да обхваща и сексуалния тормоз например, както и някои физически действия, които унизяват, без да причиняват реално каквато и да е било физическа болка или травма, но имат смисъла на унизяващо отношение и поставяне в унизителна позиция с повтаряем характер.

### Училищен тормоз
Агресията към връстниците е най-често срещана в началните и средните училища. Според сайта „Първите седем“ тормозът в училище е явление, при което едно дете (или група деца) наранява, унижава или плаши друго дете целенасочено отново и отново. Това може да се случва по много начини:
- бутане, блъскане;
- препъване;
- ритане;
- удряне, шамаросване;
- подхвърляне на расистки, сексистки и фанатични забележки;
- наричане с прякори;
- изнудване;
- правене на иронични забележки;
- отправяне на заплахи;
- щипане;
- разпространяване на слухове и лъжи;
- кражба или унищожаване на нечии вещи;
- изпращане на груби имейли или бележки;
- злоупотреба с профила на личността във виртуалното пространство.[3]